# 松辽分水岭
松辽分水岭位于中国吉林省中部通榆—公主岭一带，为东北平原内松嫩平原及辽河平原的分界线，亦为松花江和辽河的分水岭。
该分水岭为更新世地面上升形成的高地，东西约长200千米，南北约宽150千米，海拔在200至500米之间。